# André Clair
André Clair est un footballeur français né le 13 novembre 1949 à Vautorte. Il effectue l'essentiel de sa carrière au haut niveau au Stade lavallois, au poste de défenseur central. Sous les ordres de Michel Le Milinaire il participe à la montée du club en D1 en 1976.

## Biographie

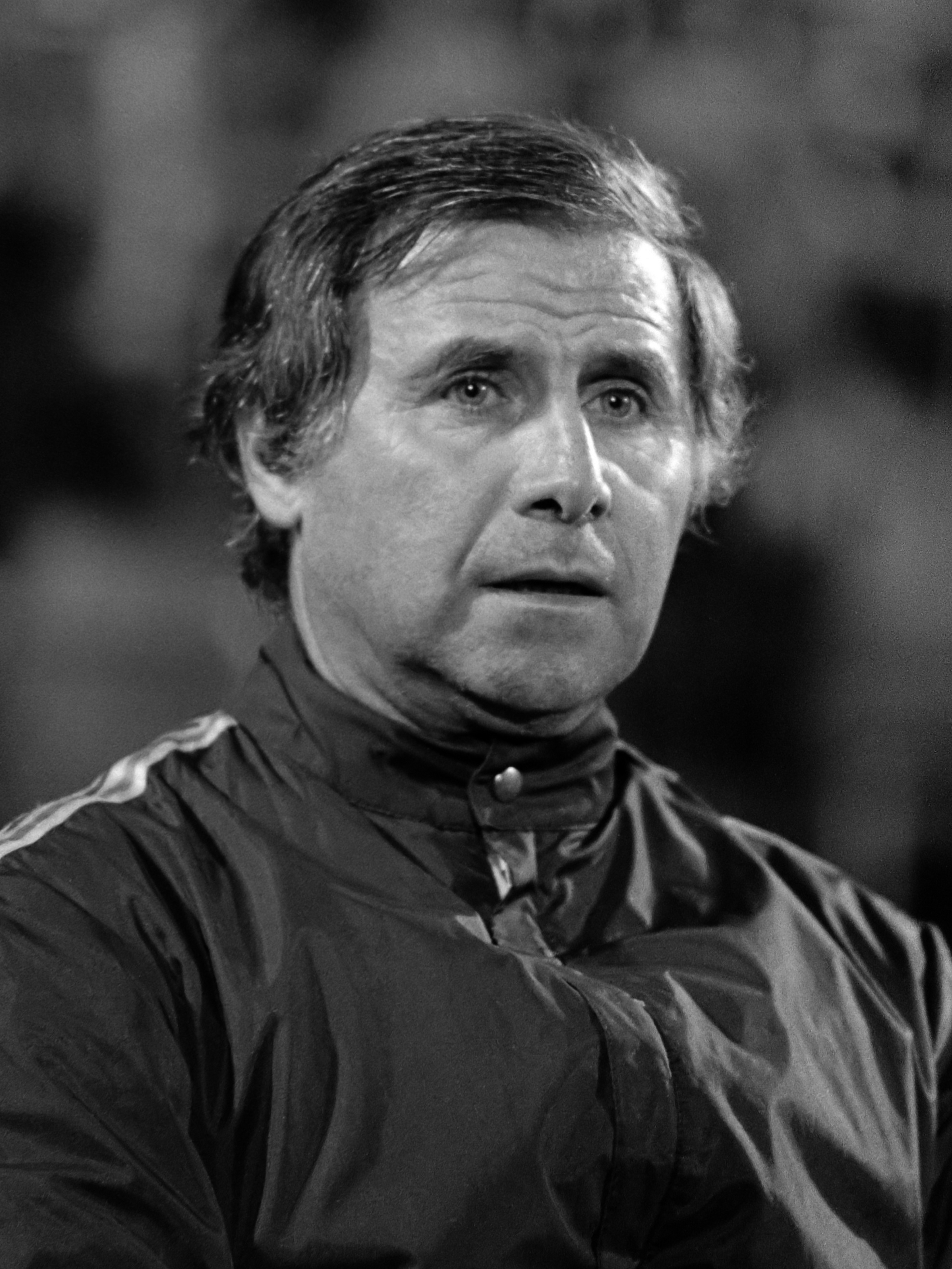
À Évron, André Clair est remarqué par Michel Hidalgo.

Né à Saint-Germain-le-Guillaume en Mayenne, André Clair quitte son village natal à huit ans et suit sa famille à Évron. Sa vocation de footballeur nait le jour où il assiste aux prouesses de Michel Hidalgo, alors demi-aile au Stade de Reims, qui passe régulièrement ses vacances à Évron. André Clair devient alors sociétaire du club local, le CA Évron. Hidalgo remarque ses qualités et lui propose de l'amener à Monaco, où il est entraîneur-joueur, mais le jeune joueur décline la proposition. Il est repéré par l'US du Mans mais n'y effectue qu'un bref séjour, préférant se consacrer à son emploi d'agent technique à l'inspection des viandes. En 1969 il signe une licence au Stade lavallois sur les conseils d'un ancien joueur du Stade devenu son coéquipier au CA Évron. Ses débuts en DRH convainquent Michel Le Milinaire de le titulariser en équipe première.
André Clair joue deux saisons pleines au poste de stoppeur dans une charnière centrale complétée par Lionel Lamy, au contact duquel il apprend beaucoup. Solide et efficace en relance, il est l'un des grands espoirs de l'équipe de Michel Le Milinaire. En 1972 il retourne quelques mois dans son club d'origine du CA évronnais, avant de revenir au Stade lavallois en milieu de saison. Il ne retrouve pas sa place et joue principalement avec l'équipe B en DH. Dans un rôle de remplaçant il participe toutefois à la montée du club en Division 1 en 1976, où il jouera sous statut amateur.
Au total, André Clair dispute trois matchs en Division 1 et 61 matchs en Division 2.
Il entraîne ensuite plusieurs clubs amateurs en Bretagne.